# 寺仙乡
寺仙乡是中国陕西省延安市富县下辖的一个乡。

## 行政区划
寺仙乡下辖以下行政区：
寺仙村、太平村、现头村、李家洼村、吴家村、前桃塬村、后桃塬村、尧科村、雷家塬村、王家庄村、青儿塬村、姚家塬村、高家河村